# Nuoto ai campionati europei di nuoto 2016 - 400 metri misti femminili
La gara dei 400 m misti femminili degli europei 2016 si è svolta il 16 maggio 2016. Le batterie si sono svolte al mattino e la finale nel pomeriggio.

## Podio
| Pos.    | Atleta            | Nazione     |
| ------- | ----------------- | ----------- |
| Oro     | Katinka Hosszú    | Ungheria    |
| Argento | Hannah Miley      | Regno Unito |
| Bronzo  | Zsuzsanna Jakabos | Ungheria    |

## Record
Prima della manifestazione il record del mondo (RM), il record europeo (EU) e il record dei campionati (RC) erano i seguenti.
| Record mondiale       | 4'28"43 | Ye Shiwen      | 28 luglio 2012 Londra  |
| Record europeo        | 4'28"89 | Katinka Hosszú | 4 marzo 2016 Marsiglia |
| Record dei campionati | 4'31"03 | Katinka Hosszú | 18 agosto 2014 Berlino |

Durante la competizione sono stati migliorati i seguenti record:
| Data      | Evento | Atleta         | Nazione  | Tempo   | Record                |
| --------- | ------ | -------------- | -------- | ------- | --------------------- |
| 16 maggio | Finale | Katinka Hosszú | Ungheria | 4'30"90 | Record dei campionati |

## Risultati

### Batterie
| Pos. | Batteria | Corsia | Atleta                 | Nazionalità | Tempo   | Note |
| ---- | -------- | ------ | ---------------------- | ----------- | ------- | ---- |
| 1    | 3        | 4      | Katinka Hosszú         | Ungheria    | 4'30"97 | Q    |
| 2    | 3        | 5      | Aimee Willmott         | Regno Unito | 4'37"49 | Q    |
| 3    | 2        | 4      | Hannah Miley           | Regno Unito | 4'38"91 | Q    |
| 4    | 2        | 3      | Zsuzsanna Jakabos      | Ungheria    | 4'39"10 | Q    |
| 5    | 2        | 7      | Carlotta Toni          | Italia      | 4'39"60 | Q    |
| 6    | 3        | 6      | Anja Klinar            | Slovenia    | 4'41"31 | Q    |
| 7    | 2        | 5      | Barbora Zavadova       | Rep. Ceca   | 4'41"63 | Q    |
| 8    | 2        | 6      | Luisa Trombetti        | Italia      | 4'41"87 | Q    |
| 9    | 3        | 3      | Lara Grangeon          | Francia     | 4'42"92 |      |
| 10   | 3        | 2      | Stefania Pirozzi       | Italia      | 4'43"42 |      |
| 11   | 3        | 7      | Sara Franceschi        | Italia      | 4'44"28 |      |
| 12   | 2        | 2      | Georgia Coates         | Regno Unito | 4'44"62 |      |
| 13   | 1        | 6      | Wendy van der Zanden   | Paesi Bassi | 4'44"73 |      |
| 14   | 2        | 8      | Paula Żukowska         | Polonia     | 4'45"88 |      |
| 15   | 3        | 8      | Victoria Kaminskaya    | Portogallo  | 4'46"45 |      |
| 16   | 3        | 1      | Abbie Wood             | Regno Unito | 4'48"01 |      |
| 17   | 2        | 1      | Joerdis Steinegger     | Austria     | 4'48"76 |      |
| 18   | 1        | 4      | Kristyna Horská        | Rep. Ceca   | 4'50"71 |      |
| 19   | 3        | 0      | Tanja Kylliaeinen      | Finlandia   | 4'50"86 |      |
| 20   | 2        | 0      | Julia Mrozinski        | Germania    | 4'52"19 |      |
| 21   | 1        | 5      | Jaqueline Hippi        | Svezia      | 4'53"89 |      |
| 22   | 3        | 9      | Patricia Aschan        | Finlandia   | 4'55"71 |      |
| 23   | 1        | 3      | Tereza Horáková        | Rep. Ceca   | 4'56"16 |      |
| 24   | 2        | 9      | Diana Margarida Duraes | Portogallo  | 4'57"95 |      |
| 25   | 1        | 2      | Sara R. Nysted         | Fær Øer     | 5'15"48 |      |

### Finale
| Pos. | Corsia | Atleta            | Nazionalità | Tempo   | Note                  |
| ---- | ------ | ----------------- | ----------- | ------- | --------------------- |
|      | 4      | Katinka Hosszú    | Ungheria    | 4'30"90 | Record dei campionati |
|      | 3      | Hannah Miley      | Regno Unito | 4'35"27 |                       |
|      | 6      | Zsuzsanna Jakabos | Ungheria    | 4'38"39 |                       |
| 4    | 5      | Aimee Willmott    | Regno Unito | 4'40"08 |                       |
| 5    | 2      | Carlotta Toni     | Italia      | 4'40"76 |                       |
| 6    | 8      | Luisa Trombetti   | Italia      | 4'41"03 |                       |
| 7    | 1      | Barbora Závadová  | Rep. Ceca   | 4'43"11 |                       |
| 8    | 7      | Anja Klinar       | Slovenia    | 4'43"42 |                       |